# Anna Barbara Bansi
Anna Barbara Bansi (Fläsch, 26 de fevereiro de 1777 - Paris, 27 de maio de 1863) foi uma pintora francesa nascida na Suíça. Ela é geralmente chamada de "Barbara" ou "Babette". 
Nascido em Fläsch, Bansi era filha de um pastor, Heinrich Bansi; seu pai tinha pouco dinheiro e, aos seis anos de idade, foi adotada pelo filantropo de Zurique Johann Caspar Schweizer, com quem veio a Paris em 1786. Ele partiu para os Estados Unidos em 1794, enquanto ela ainda estudava. Estudou pintura em Paris, exibindo pela primeira vez em 1798, no "Salon de Musée". Ela se mudou para a Itália em 1802 para completar sua educação, servindo também por um tempo como companheira de Letizia Ramolino e se convertendo ao catolicismo romano enquanto estava lá. Durante esse período, Bansi foi objeto de um desenho de Jean-Auguste Dominique Ingres hoje no Louvre; eles se conheceram duas vezes, primeiro no estúdio de Jacques-Louis David e alguns anos depois em Roma.[carece de fontes?] Além disso, seu único pastel conhecido, que pode ser um desenho a giz preto, é do violinista Pierre Baillot, também desenhado por Ingres.[carece de fontes?]
Alega-se que Bansi teve um caso com Joseph-Benoît Suvée, de quem ela era aluna. Em 1808, ela se casou com Lorenzo Nannoni, médico; ele morreu em 1812 e, dois anos depois, ela retornou a Paris, exibindo uma pintura a óleo da Virgem no salão daquele ano. Seu nome na entrada do catálogo foi dado como madame Nannoni, com endereço na rue du Doyenné, no. 3. Mais tarde em sua carreira, Bansi foi nomeada maîtresse de dessin nas escolas de Saint-Denis e Sainte-Clotilde. Ela doou dois pastéis de Adélaïde Labille-Guiard, retratos de Jean-Jacques Bachelier e o pintor Vincent, ao Louvre em 1832. São conhecidas várias obras de Bansi, incluindo um auto-retrato de 1793, e um diário fragmentário do mesmo ano também sobrevive.